# Sulfatation
La sulfatation est le transfert d'un sulfate ou groupe de sulfates à un accepteur via une sulfotransférase.
On distingue deux étapes  :
1. Étape d'activation du sulfate par ATP, suivant deux réactions :
  - sulfate + ATP → adénosine 5'-phosphosulfate + PPi,
  - adénosine 5'-phosphosulfate + ATP → 3'-phosphoadénosine 5'-phosphosulfate,
2. Étape de transfert du sulfate activé sur le récepteur et qui se fait au niveau des membranes golgiennes par une sulfotransférase :

substrat + 3'-phosphoadénosine 5'-phosphosulfate → substrat sulfaté + adénosine 3',5'-bisphosphate.